# یوری اسلزکاین
یوری لووویچ اسلیوزکین (به روسی: Ю́рий Льво́вич Слёзкин) ( زاده ۷ فوریه ۱۹۵۶) مورخ و مترجم آمریکایی متولد روسیه است. او استاد تاریخ روسیه، شوروی‌شناس بود و از سال ۲۰۰۴ تا ۲۰۱۳ به عنوان مدیر مؤسسه مطالعات اسلاو، اروپای شرقی و اوراسیا در دانشگاه کالیفرنیا، برکلی خدمت کرد. او بیشتر به عنوان نویسنده کتاب‌های «قرن یهود» (۲۰۰۴) و «خانه دولت: حماسه انقلاب روسیه» (۲۰۱۷) شناخته می‌شود.

## شغل
اسلزکین در ابتدا به عنوان مترجم در دانشگاه ایالتی مسکو آموزش دید. اولین سفر او به خارج از اتحاد جماهیر شوروی در سال‌های ۱۹۷۸–۱۹۷۹ بود، زمانی که به عنوان مترجم در موزامبیک کار کرد. او به مسکو بازگشت تا به عنوان مترجم زبان پرتغالی خدمت کند و در سال ۱۹۸۲ به لیسبون نقل مکان کرد و سال بعد وارد دانشکده تحصیلات تکمیلی در آستین، تگزاس شد. او مدرک دکترا را از دانشگاه تگزاس در آستین دریافت کرد.
اسلزکین عضو ملی دبلیو. گلن کمپبل و ریتا ریکاردو-کمپبل در موسسه هوور دانشگاه استنفورد و استاد تاریخ با کرسی جین کی. ساتر در دانشگاه کالیفرنیا، برکلی بود. او همچنین عضو آکادمی هنر و علوم آمریکا (۲۰۰۸) است.

## نظریه هویت قومی اسلزکین
اسلزکین یهودیان (در کنار گروه‌های دیگری مانند ارمنی‌ها و چینی‌های خارج از کشور) را به عنوان مردمی از اهالی مرکوری توصیف می‌کند که «منحصراً در ارائه خدمات به جوامع تولیدکننده مواد غذایی اطراف تخصص دارند»، که او آنها را «آپولونی‌ها» می‌نامد. به گفته او، این تقسیم‌بندی در جوامع پیش از قرن بیستم نیز تکرار می‌شود. به استثنای رومانیایی‌ها، این «مردمان مرکوری» همگی از موفقیت‌های اجتماعی-اقتصادی بزرگی نسبت به میانگین در میان میزبانان خود برخوردار بوده‌اند و همگی، بدون استثنا، خصومت و خشم را به خود جلب کرده‌اند. یک الگوی تکرارشونده از رابطه بین آپولونی‌ها و مردم مرکوری این است که بازنمایی اجتماعی هر گروه توسط گروه دیگر متقارن است، به عنوان مثال، مرکوری‌ها، آپولونی‌ها را وحشی می‌بینند در حالی که آپولونی‌ها، مرکوری‌ها را زنانه می‌بینند. مرکوری‌ها فرهنگی از «پاکی» و «اسطوره‌های ملی» را برای پرورش جدایی خود از آپولونی‌ها توسعه می‌دهند، که به آنها اجازه می‌دهد خدمات بین‌المللی (واسطه‌گری، دیپلماسی) یا خدماتی را ارائه دهند که برای فرهنگ محلی آپولونی تابو هستند (مرتبط با مرگ، جادو، تمایلات جنسی یا بانکداری). اسلزکین این تز را با این استدلال بسط می‌دهد که یهودیان، موفق‌ترین این مردمان مرکوری، به‌طور فزاینده‌ای بر مسیر و ماهیت جوامع غربی، به ویژه در دوره‌های اولیه و میانی کمونیسم شوروی، تأثیر گذاشته‌اند و مدرنیته را می‌توان به عنوان تبدیل آپولونی‌ها به مرکوری‌ها دانست.

## دیدگاه‌هایی دربارهٔ جنگ روسیه و اوکراین و تمدن غرب

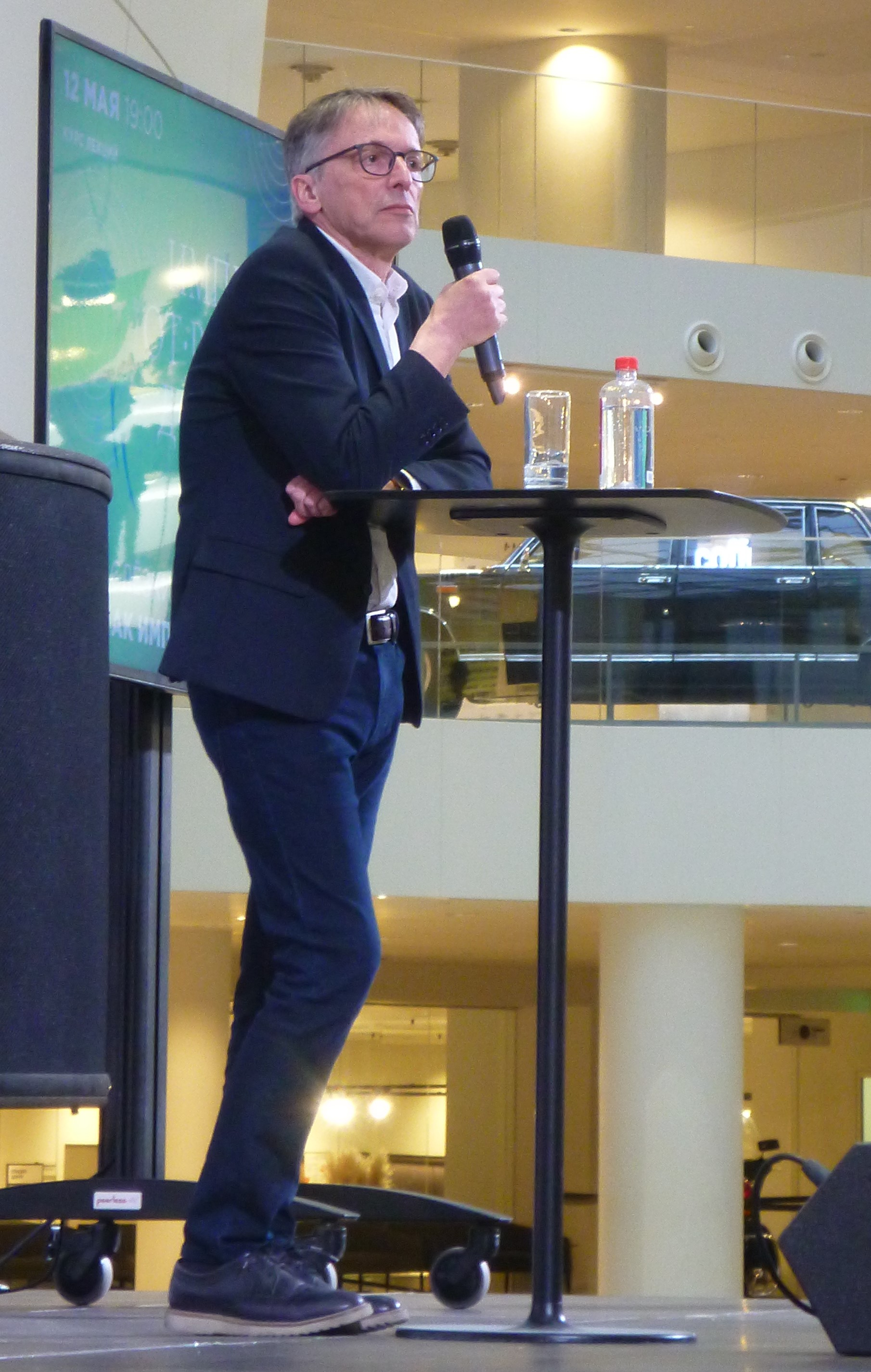
اسلزکین در حال سخنرانی در مرکز ریاست جمهوری بوریس یلتسین در یکاترینبورگ، روسیه، در سال ۲۰۲۳

به گفته اسلزکین، روسیه در حال جدا شدن از بقیه تمدن غرب است، فرآیندی که با جنگ روسیه و اوکراین تقویت شد. او همچنین استدلال می‌کند که عدم تمایل غرب برای ادغام روسیه در یک زیرساخت امنیتی مشترک اروپایی، عامل اصلی تحریک جنگ بود.
در اکتبر ۲۰۲۲، او استدلال کرد که غرب تا حدودی با توصیف روسیه به عنوان "شر" وحدت خود را حفظ می‌کند و اظهار داشت: "غرب بدون آن کجا بود؟" او همچنین به ایده‌های ظاهراً بحث‌برانگیز در اوکراین که با دیدگاه‌های غربی همخوانی ندارند، اشاره کرد: "ایدئولوژی ملی اوکراین از بسیاری جهات برعکس چیزی است که در ایالات متحده یا اروپای غربی به ما آموزش داده می‌شود."
به‌طور کلی، او معتقد است که تمدن غرب بین جهان‌وطنی آنگلو-آمریکایی/اروپای غربی و قوم‌گرایی اروپای شرقی/اسرائیلی تقسیم شده است. او کشورهای بالتیک را «قوم‌سالاری» و اسرائیل را «یک دولت نژادپرست» توصیف کرده است که به دلایل درست یا نادرست، یک سیستم آپارتاید با شهروندان درجه یک، دو و سه را اجرا کرده است. خود اسلزکین اقوام زیادی در اسرائیل دارد؛ کیبوتص عمه‌اش در حملات ۷ اکتبر مورد حمله قرار گرفت، اما او جان سالم به در برد.
او استدلال می‌کند که سانسور در غرب بسیار مهم است. این سانسور از سازمان‌های خصوصی و حرفه‌ای سرچشمه می‌گیرد و «جامعه‌ای از افراد دنباله‌رو» ایجاد می‌کند. در میان «مقدس‌ترین» مسائل غرب، مسائلی مربوط به خانواده، تمایلات جنسی و نژاد وجود دارد.

## آثار
- خانه دولت: حماسه انقلاب روسیه ، انتشارات دانشگاه پرینستون، ۲۰۱۷
- قرن یهود ، انتشارات دانشگاه پرینستون، ۲۰۰۴
- در سایه انقلاب: داستان‌های زندگی زنان روس از ۱۹۱۷ تا جنگ جهانی دوم، ویرایش شیلا فیتزپاتریک و یوری سلزکاین، انتشارات دانشگاه پرینستون، ۲۰۰۰
- آینه‌های قطب شمال: روسیه و مردمان کوچک شمال، انتشارات دانشگاه کرنل، ۱۹۹۴
- اتحاد جماهیر شوروی به عنوان یک آپارتمان اشتراکی، یا چگونه یک دولت سوسیالیستی، خاص‌گرایی قومی را ترویج داد، اسلاویک ریویو، جلد ۵۳، شماره ۲ (تابستان ۱۹۹۴)، ۴۱۴–۴۵۲
- بین بهشت و جهنم: اسطوره سیبری در فرهنگ روسیه، ۱۹۹۳

## جوایز
- ۲۰۰۲: جایزه ملی کتاب یهودی در مطالعات اروپای شرقی برای کتاب «قرن یهود»[۱۲]
- جایزه باشگاه گفتگوی والدای ۲۰۲۰، با حضور وزیر امور خارجه روسیه، سرگئی لاوروف، اهدا شد.[۱۳]